# ОШ „Вожд Карађорђе” Водањ
ОШ „Вожд Карађорђе” Водањ, насељеном месту на територији града Смедерево, основана је 1869. године.
Новоосновану школу су похађали ученици из Водња, Сеона, Петријева и Удовица. Била је четвороразредна и имала је у почетку само једну учионицу, уз коју је после пар година дограђена и друга. Дрвена зграда школе је 1909. године срушена и направљена је нова и пространија зграда која се налазила на истом месту где се налази данашња школа.
Први учитељ је био Драгутин Јовановић, а након њега је много учитеља радило у водњанској школи, међу њима и Милован Лазовић који је основао књижницу са читаоницом, тамбурашки оркестар, певачки хор и драмску групу. Њега је заменио Божидар Радовић Уча, народни херој из Другог светског рата, по коме је школа дуго година носила име.
До тада четворогодишња школа претворена је 1950. године у осмогодишњу. Похађали су је ђаци из Водња, Петријева, Ландола, Колара, Биновца, Удовица и Сеона. Крајем седамдесетих година прошлог века зграда школе је потпуно реновирана, дограђен је нови део и уређено двориште.
Данас школу похађају деца из Водња и Малог Орашја.